# Рајнсдорф (Саксонија)
Рајнсдорф (њем. Reinsdorf) општина је у њемачкој савезној држави Саксонија. Једно је од 33 општинска средишта округа Цвикау. Према процјени из 2010. у општини је живјело 8.294 становника. Посједује регионалну шифру (AGS) 14524250.

## Географски и демографски подаци
Рајнсдорф се налази у савезној држави Саксонија у округу Цвикау. Општина се налази на надморској висини од 296–425 метара. Површина општине износи 21,2 km². У самом мјесту је, према процјени из 2010. године, живјело 8.294 становника. Просјечна густина становништва износи 392 становника/km².

## Међународна сарадња
| Мјесто | Држава | Врста сарадње | Од    |
| ------ | ------ | ------------- | ----- |
|        | Чешка  | партнерство   | 1992. |
| Извор  |        |               |       |